# Тридесетте тирани
- За Тридесетте тирани, посочени в Historia Augusta, вижте Тридесетте тирани (Рим)

Тридесетте тирани идват на власт в древна Атина с поддръжката на победилата в Пелопонеската война Спарта през 404 г. пр.н.е.
Установяват жесток олигархичен режим, който трудно се понася от традиционно демократично ориентираните атиняни. Богатите граждани, привърженици на демокрацията, са преследвани и арестувани с цел да им се конфискуват имотите (вж. Лизий).
Тираните са свалени от защитниците на демокрацията през 403 г. пр.н.е..